# Myriam Do Nascimento
Myriam Do Nascimento, es una política venezolana, dirigente del partido político socialdemócrata venezolano Acción Democrática.  Exalcaldesa del Municipio El Hatillo. Actualmente es la secretaria nacional política de Acción Democrática en su sector intervenido, encabezado por Bernabé Gutiérrez.

## Carrera política
Trabajadora social durante 25 años en el Municipio El Hatillo. Desde 2003 ha desempeñado el cargo de Concejal Presidenta de la Comisión de Educación, Cultura y Deportes del Concejo Municipal del Hatillo, así como la Vicepresidencia del ente legislativo municipal. A principios de 2008 asume la Presidencia del cuerpo legislativo municipal hasta el 1º de diciembre de 2008 cuando es juramentada como la Cuarta Alcaldesa del Municipio El Hatillo.

## Carrera profesional
Myriam Do Nascimento es Licenciada en Publicidad y Mercadeo, con cursos en Gerencia y Legislación Municipal, Administración Tributaria, Participación Ciudadana y Control de Gestión.

## Alcaldesa de El Hatillo[1]
En 2004 Myriam Do Nascimento lanza su candidatura a la Alcaldía del Municipio El Hatillo, sin embargo, el alcalde de turno, Alfredo Catalán, por muy poco margen logra obtener el porcentaje de votos necesarios para asegurar su reelección. Myriam Do Nascimento durante el segundo período del Alcalde Alfredo Catalán fue miembro pleno del Concejo Municipal del Hatillo, ejerciendo los cargos de Vicepresidenta y posteriormente de Presidenta del cuerpo legislativo.
En el año 2008, presenta su candidatura para la Alcaldía del Hatillo. Después de una intensa campaña electoral, Myriam Do Nascimento es respaldada por 13 organizaciones políticas. El 23 de noviembre de 2008, Myriam Do Nascimento es electa Alcaldesa del Municipio El Hatillo para el período 2008-2012, como la Cuarta persona en ejercer dicho cargo.
Do Nascimento es la tercera mujer en ejercer como Alcaldesa de El Hatillo, precedida por Mercedes Silva y Flora Aranguren. El 1º de diciembre de 2008, es juramentada Alcaldesa de Municipio El Hatillo, recibiendo una alcaldía que había sido abandonada por su antecesor inmediato Alfredo Catalán.
En el año 2012 participa en las elecciones Primarias para escoger al candidato unitario por la oposición a la alcaldía del Hatillo con la intención de repetir en el Cargo con el apoyo de su partido Acción Democrática, sin embargo solo logra el tercer puesto con poco más de 2600 votos y un 8,57%, esta elección la gana el candidato de Primero Justicia José Manuel Hernández, el cual Fallece 6 días después de una intervención quirúrgica menor que se complicó .